# Dreieichbahn
| Bahnhof Dreieich-Buchschlag |                      |                                     |                                     |
| Streckennummer: | 3653                 |                                     |                                     |
| Kursbuchstrecke (DB): | 647                  |                                     |                                     |
| Kursbuchstrecke: | 317b, 317c (1946)    |                                     |                                     |
| Streckenlänge: | 15,0 km              |                                     |                                     |
| Spurweite: | 1435 mm (Normalspur) |                                     |                                     |
| Streckenklasse: | D4                   |                                     |                                     |
| Maximale Neigung: | 14 ‰                 |                                     |                                     |
| Minimaler Radius: | 300 m                |                                     |                                     |
| Streckengeschwindigkeit: | 100 km/h             |                                     |                                     |
| Zweigleisigkeit: | nein                 |                                     |                                     |
| |                      |                                     |                                     |
| \| \| \| von Frankfurt \| \| \| \| 0,000 \| Dreieich-Buchschlag \| Dreieich-Buchschlag \| \| \| \| Forstweg/Buchschlager Allee, L 3262 \| \| \| \| 0,300 \| nach Heidelberg \| nach Heidelberg \| \| \| 2,551 \| Dreieich-Sprendlingen \| Dreieich-Sprendlingen \| \| \| \| A 661 \| \| \| \| 4,040 \| Dreieich-Weibelfeld \| Dreieich-Weibelfeld \| \| \| 5,245 \| Dreieich-Dreieichenhain \| Dreieich-Dreieichenhain \| \| \| 6,926 \| Dreieich-Götzenhain \| Dreieich-Götzenhain \| \| \| 8,930 \| Dreieich-Offenthal \| Dreieich-Offenthal \| \| \| 10,900 \| Rödermark RWE Götzenhain (Awanst) \| Rödermark RWE Götzenhain (Awanst) \| \| \| 12,605 \| Rödermark-Urberach \| Rödermark-Urberach \| \| \| \| B 459 \| \| \| \| \| von Offenbach (Main) Hbf \| \| \| \| 15,000 \| Rödermark-Ober Roden Endstation \| Rödermark-Ober Roden Endstation \| \| \| \| nach Dieburg \| \| |                      |                                     |                                     |
| Strecke |                      | von Frankfurt                       | von Frankfurt                       |
| Bahnhof mit S-Bahn-Halt | 0,000                | Dreieich-Buchschlag                 | Dreieich-Buchschlag                 |
| Bahnübergang |                      | Forstweg/Buchschlager Allee, L 3262 | Forstweg/Buchschlager Allee, L 3262 |
| Abzweig geradeaus und nach rechts | 0,300                | nach Heidelberg                     | nach Heidelberg                     |
| Bahnhof | 2,551                | Dreieich-Sprendlingen               | Dreieich-Sprendlingen               |
| Strecke mit Straßenbrücke |                      | A 661                               | A 661                               |
| Haltepunkt / Haltestelle | 4,040                | Dreieich-Weibelfeld                 | Dreieich-Weibelfeld                 |
| Haltepunkt / Haltestelle | 5,245                | Dreieich-Dreieichenhain             | Dreieich-Dreieichenhain             |
| Bahnhof | 6,926                | Dreieich-Götzenhain                 | Dreieich-Götzenhain                 |
| Haltepunkt / Haltestelle | 8,930                | Dreieich-Offenthal                  | Dreieich-Offenthal                  |
| Abzweig geradeaus und von rechts | 10,900               | Rödermark RWE Götzenhain (Awanst)   | Rödermark RWE Götzenhain (Awanst)   |
| Bahnhof | 12,605               | Rödermark-Urberach                  | Rödermark-Urberach                  |
| Strecke mit Straßenbrücke |                      | B 459                               | B 459                               |
| Abzweig geradeaus und von links |                      | von Offenbach (Main) Hbf            | von Offenbach (Main) Hbf            |
| Bahnhof mit S-Bahn-Halt | 15,000               | Rödermark-Ober Roden Endstation     | Rödermark-Ober Roden Endstation     |
| Strecke |                      | nach Dieburg                        | nach Dieburg                        |

Die Dreieichbahn ist eine eingleisige, nicht elektrifizierte Bahn-Nebenstrecke im Rhein-Main-Gebiet. Sie verbindet den Bahnhof Dreieich-Buchschlag an der Bahnstrecke Frankfurt am Main–Heidelberg mit dem Bahnhof Rödermark-Ober Roden an der Rodgaubahn. Auch die auf derselben Strecke verkehrende Linie 61 des Rhein-Main-Verkehrsverbundes (RMV), die über Rödermark hinaus auf der Rodgaubahn bis zum Bahnhof Dieburg führt, wird inoffiziell als Dreieichbahn bezeichnet.

## Geschichte
Bauherr war das Großherzogtum Hessen. Am 15. März 1903 wurde eine Großherzoglich-Hessische Eisenbahn-Bauabteilung in Darmstadt für den Bau der Strecke eingerichtet. Sie wurde am 1. April 1905 eröffnet und von der Preußisch-Hessischen Eisenbahngemeinschaft betrieben. Die Strecke war vor allem für Pendler aus dem heutigen Dreieich zwischen Dreieich-Buchschlag (damals: „Buchschlag-Sprendlingen“) und Rödermark–Ober-Roden (damals: „Ober-Roden“) nach Frankfurt am Main gedacht. Der Linienbetrieb wurde bald zwischen Buchschlag-Sprendlingen und – über Ober-Roden hinaus verlängert – nach Dieburg geführt, da die meisten Pendler aus der Region Reinheim und Dieburg nach Frankfurt am Main oder zum Opelwerk nach Rüsselsheim am Main wollten. Die Dreieichbahn bot die kürzere Verbindung gegenüber der Rodgaubahn über Offenbach. Die Rodgaubahn (Offenbach–Reinheim) zwischen Ober-Roden und Dieburg befand sich bereits seit dem 1. Oktober 1896 in Betrieb. 1912 wurde die Strecke mit einer durchgehenden Telegrafenleitung ausgestattet. Zum Winterfahrplan 1922/23 fiel die (alte) 2. Klasse bei allen Zügen weg. Sie führten nur noch die 3. und 4. Klasse.

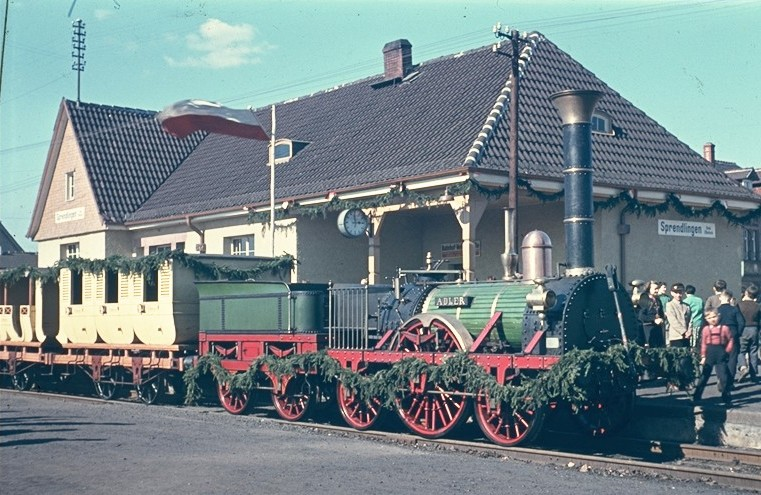
Adler-Nachbau im Bahnhof Sprendlingen während der 50-Jahr-Feier (1955)

Zu Beginn der 1980er Jahre wurde die Dreieichbahn von der Deutschen Bundesbahn (DB) als einstellungsgefährdete Strecke gelistet. Seit 1990 gibt es hier keinen regelmäßigen Güterverkehr mehr. Durch das Engagement der Interessengemeinschaft Dreieichbahn (IGDB) und der kommunalen Politik gelang es, die Stilllegung der Strecke zu verhindern. Bereits 1988 gab es erste Planungen, die Dreieichbahn zu modernisieren, was ab Mitte der 1990er Jahre umgesetzt wurde. 1998 wurde die umfassend modernisierte Dreieichbahn eröffnet. Die Kosten dafür trugen Deutsche Bahn (DB), Land Hessen und Anliegerkommunen.
Da eine Verlängerung der S-Bahn-Linie S1 der S-Bahn Rhein-Main von Rödermark–Ober-Roden nach Dieburg als unwirtschaftlich eingestuft wurde, blieb das Betriebskonzept, die Züge bis Dieburg durchzubinden, erhalten. Dieser Teil der Rodgaubahn wurde für den Dieselbetrieb ausgebaut und die Linie weiter durchgebunden.
Am 1. und 2. April 2005 wurde mit Dampfsonderfahrten der 100. Geburtstag der Dreieichbahn begangen.
Am 13. Dezember 2011 wurde im EU-Amtsblatt die nochmalige Direktvergabe der Schienenverkehrsleistungen für den Zeitraum Dezember 2011 bis Dezember 2013 an den bisherigen Betreiber DB Regio bekannt gemacht. Diese Direktvergabe wurde später bis Juni 2016 verlängert.
Seit dem 30. Juni 2016 sollte die Strecke mit Neufahrzeugen des Typs Pesa Link betrieben werden. Aufgrund von Lieferverzögerungen mit dem Pesa Link galt vorübergehend ein Ersatzkonzept mit Fahrzeugen der Baureihe 642 und 646. Seit 2. Februar 2019 fahren die ersten Neufahrzeuge auf der Strecke. Seit September 2019 ist der Fuhrpark komplett auf Pesa-Link-Züge umgestellt. Diese verkehren mindestens bis zum Fahrplanwechsel 2027.

## Gegenwart

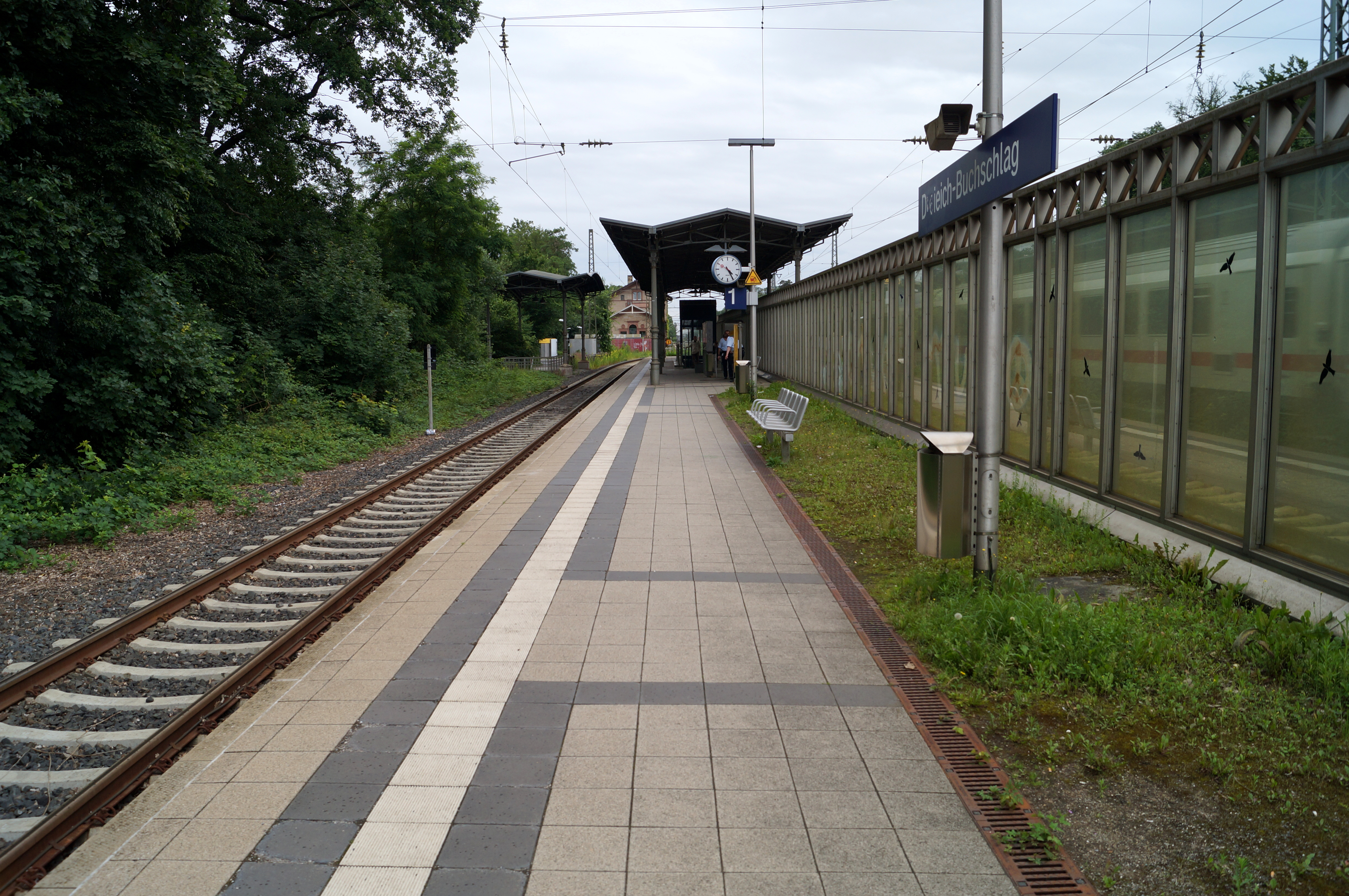
Der Bahnsteig des Bahnhofs Dreieich-Buchschlag, von dem die Züge der Dreieichbahn verkehren. Die historische Bahnsteigüberdachung stammt vom ehemaligen Ludwigsbahnhof in Darmstadt.

Es fahren stündlich durchgebundene Regionalbahnen bis nach Frankfurt (Main) Hauptbahnhof. Es kommen dabei Triebwagen der Baureihe 632 (Pesa Link 2-teilig) und Baureihe 633 (Pesa Link 3-teilig) zum Einsatz, die von Frankfurt (Main) Hauptbahnhof über Buchschlag und Ober-Roden hinaus bis Dieburg fahren. Werktags (außer samstags) wird auf dem Abschnitt zwischen Ober-Roden und Neu-Isenburg der Takt auf 30 Minuten verdichtet, im Berufsverkehr werden diese Züge bis Frankfurt Südbahnhof verlängert. Betreiber der Leistungen ist DB Regio. Eine einzelne Fahrt morgens wird von VIAS mit Fahrzeugen von der Odenwaldbahn bedient. Anschlüsse zur S-Bahn Rhein-Main bestehen in Dreieich-Buchschlag (S6) und Rödermark-Ober Roden (S1).

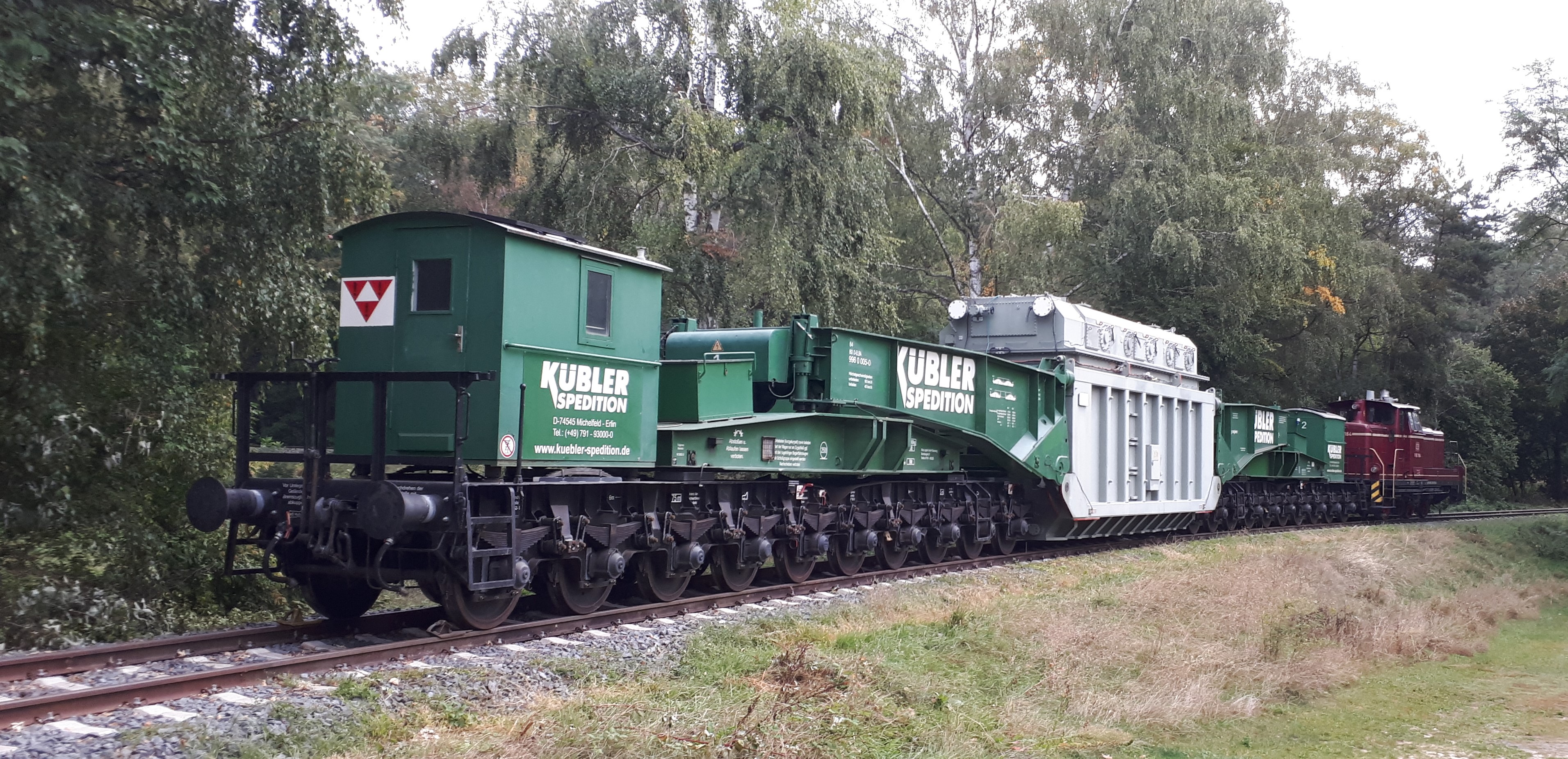
Transport eines Transformators 2019

Einzig verbliebenes Anschlussgleis ist das des Umspannwerks von Amprion zwischen Urberach und Offenthal. Bei Bedarf wird hier ein Trafo an- und abgefahren. Diese Leistung oblag früher in der Regel einer Diesellokomotive der Baureihe 225. Diese Züge fahren von Dieburg auf die Dreieichbahn. Im Zuge des grundlegenden Umbaus des Umspannwerks wurde der Anschluss im Herbst 2015 für höhere Lasten ertüchtigt und zuletzt Anfang September 2019 ein Transformator verladen.

## Zukunft
Die Städte Rödermark und Dreieich fordern die Elektrifizierung und den S-Bahn-Ausbau der Dreieichbahn.
Ein Ast der teilweise schon in Bau befindlichen Regionaltangente West (RTW) soll im Bahnhof Dreieich-Buchschlag enden. Für die Gemeinden an der Dreieichbahn entstehen schnellere Umsteigeverbindungen zum Frankfurter Flughafen und zum Bahnhof Frankfurt-Höchst.

## Betriebsstellen

### Dreieich-Sprendlingen
Der Bahnhof Dreieich-Sprendlingen bedient den Stadtteil Sprendlingen der Stadt Dreieich. Bei der Eröffnung der Strecke 1905 trug er zunächst die Bezeichnung Sprendlingen-Ort. Das Empfangsgebäude des Bahnhofs ist ein Kulturdenkmal aufgrund des Hessischen Denkmalschutzgesetzes und beherbergt ein Gasthaus mit Biergarten.

### Dreieich-Weibelfeld
Diese Station liegt in der Nähe der Gesamtschule Weibelfeldschule und wurde erst 1997 eröffnet.

### Dreieich-Dreieichenhain
Der Haltepunkt Dreieich-Dreieichenhain bedient den südlichen Teil von Dreieichenhain. Bei der Eröffnung 1905 trug er die Bezeichnung Dreieichenhain.

### Dreieich-Götzenhain
Der Bahnhof Dreieich-Götzenhain bedient den Stadtteil Götzenhain der Stadt Dreieich. Bei der Eröffnung 1905 trug er die Bezeichnung Götzenhain. Das Empfangsgebäude des Bahnhofs ist ebenfalls ein Kulturdenkmal.

### Dreieich-Offenthal
Der Haltepunkt Dreieich-Offenthal bedient den Stadtteil Offenthal der Stadt Dreieich. Bei der Eröffnung 1905 trug er die Bezeichnung Offenthal. Das Empfangsgebäude des Bahnhofs ist ebenfalls ein Kulturdenkmal.

### Rödermark-Urberach
Der Bahnhof Rödermark-Urberach bedient den Stadtteil Urberach der Stadt Rödermark. Bei der Eröffnung 1905 trug er die Bezeichnung Urberach. 1914 wurde der Bahnhof mit einer Gleiswaage ausgestattet. Das Empfangsgebäude des Bahnhofs ist ebenfalls ein Kulturdenkmal.